# Kangra
Kangra (Hindi: Hindi काँगड़ा, Kā̃gaṛā) ist eine Kleinstadt (Municipal Council) im indischen Bundesstaat Himachal Pradesh. Sie gehört zum gleichnamigen Distrikt.

## Lage und Klima
Die ca. 706 m hoch gelegene Stadt liegt zwischen zwei Bergflüssen in den Siwaliks; unterhalb der Stadt mündet der Manjhi in den Baner Khad, einem Zufluss der Pong-Talsperre. Die Entfernung nach Dharamsala beträgt ca. 20 km in nördlicher Richtung. Das Klima ist gemäßigt bis warm; Regen (ca. 2500 mm/Jahr) fällt überwiegend in der sommerlichen Monsunzeit.

## Einwohner
Die Stadt Kangra hatte beim Zensus des Jahres 2011 9528 Einwohner; der überwiegende Teil (ca. 97,5 %) sind Hindus, der Rest entfällt etwa zu gleichen Teilen auf Moslems, Christen und Sikhs. Der männliche Bevölkerungsanteil ist etwa 5 % höher als der weibliche. Die Alphabetisierungsrate liegt bei ca. 93 % und ist somit weit höher als der indische Durchschnitt.

## Wirtschaft
Die Stadt hat einen Bahnhof, an dem auch die Schmalspurbahn der Kangra Valley Railway Station macht, und einen Flughafen. Die Wirtschaft ist überwiegend touristisch orientiert, doch im Umland existieren auch zahlreiche Teeplantagen und Seidenproduktionsstätten.

## Geschichte und Sehenswürdigkeiten
Die geschichtsreiche Stadt, die einst Nagarkot genannt wurde, war der erste Sitz von Raja Sansar Chand II. (1775–1823). Sie wurde im Jahr 1905 durch ein verheerendes Erdbeben beinahe zerstört; einige Steintempel und das Kangra-Fort haben das Unglück (beschädigt) überstanden.